# Erica Tietze-Conrat
Erica Tietze-Conrat (geboren am 20. Juni 1883 in Wien, Österreich-Ungarn; gestorben am 12. Dezember 1958 in New York) war eine österreichisch-US-amerikanische Kunsthistorikerin.

## Werdegang
Erica Conrat stammte aus einer großbürgerlichen jüdischen Familie in Wien, die zum Protestantismus konvertiert war. Sie war die jüngste von drei Schwestern, deren älteste, Ilse, Bildhauerin wurde. Der Vater Hugo Conrat (eigentlich Cohn) war als begeisterter Musikliebhaber mit Johannes Brahms befreundet. Auch Erica war hochmusikalisch, spielte Klavier und war unter anderen mit Alexander von Zemlinsky und Arnold Schönberg befreundet, durch die sie Karl Kraus kennenlernte. Außerdem verband sie eine langjährige Freundschaft mit Alma Mahler.
Conrat studierte Kunstgeschichte an der Universität Wien bei Franz Wickhoff und Alois Riegl und wurde 1905 mit der Dissertation Beiträge zur Geschichte Georg Raphael Donners promoviert. Sie war damit die erste Frau, die das Studium der Kunstgeschichte an der Wiener Universität mit dem Doktorat abschloss. Die Arbeit wurde von Franz Wickhoff und Julius von Schlosser betreut. Im selben Jahr heiratete sie ihren Studienkollegen Hans Tietze, den sie in seinen weitgesteckten wissenschaftlichen Aktivitäten zeitlebens tatkräftig unterstützte. Der Schwerpunkt ihrer eigenen Forschungstätigkeit lag auf der Barockskulptur. Sie hatten zwei Töchter und die Söhne Christopher Tietze (Mediziner, 1908–1984) und Andreas Tietze (Turkologe, 1914–2003), die wie sie emigrieren mussten.
Das Ehepaar Tietze war mit zahlreichen zeitgenössischen Künstlern befreundet. Oskar Kokoschka malte 1909 das heute im Museum of Modern Art in New York befindliche Doppelbildnis. Der Bildhauer Georg Ehrlich schuf zwei Bronzebüsten von Hans und Erica Tietze (heute in der Österreichischen Galerie Belvedere in Wien), und zahlreiche Porträtzeichnungen Ericas.
1938 emigrierte das Ehepaar in die USA, wo Erica Tietze nach dem Tod ihres Mannes noch bis an ihr eigenes Lebensende an kunsthistorischen Publikationen arbeitete.
Im Herbst 2004 wurde in Wien eine Internationale Hans Tietze und Erica Tietze-Conrat Gesellschaft gegründet, welche sich die Pflege des Gesamtwerkes des Kunsthistoriker-Ehepaares zur Aufgabe gemacht hat.

## Schriften (Auswahl)
- Die Kunst der Frau. Ein Nachwort zur Ausstellung in der Wiener Sezession. In: Zeitschrift für bildende Kunst. Neue Folge. Band 22, 1911, S. 146–148.
- Österreichische Barockplastik. Wien 1920.
- Oskar Laske. Wien 1921.
- Andrea Mantegna. Leipzig 1923.
- Der französische Kupferstich der Renaissance. München 1925.
- mit Hans Tietze: The Drawings of the Venetian Painters in the 15th and 16th Centuries. New York 1944.
- Mantegna. Paintings, Drawings, Engravings. London 1955.
- Georg Ehrlich. London 1956.
- Dwarfs and Jesters in Art. London 1957.
- „I then asked myself: what is the ‚Wiener Schule‘?“ Erinnerungen an die Studienjahre in Wien. Hrsg. von Alexandra Caruso. In: Wiener Jahrbuch für Kunstgeschichte. Band 59, 2011, S. 207–218 (Digitale Fassung; vermutlich von 1958; befasst sich vor allem mit Franz Wickhoff und Alois Riegl).
- Tagebücher. 3 Bände. Hrsg. von Alexandra Caruso, Böhlau, Wien 2015.